# Leni Björklund
Leni Christina Elisabeth Björklund, född 5 juli 1944 i Enskede församling i Stockholm, är en svensk socialdemokratisk politiker. Hon var försvarsminister 2002–2006, som den första ordinarie kvinnliga innehavaren på posten (efter att Lena Hjelm-Wallén tidigare 2002 varit tillförordnad försvarsminister i tre veckors tid).
Innan hon blev försvarsminister var hon kommunalpolitiker i Järfälla kommun, landstingspolitiker i Stockholms läns landsting, chef för Sjukvårdens planerings- och rationaliseringsinstitut, SPRI, och åren 1999-2002 generalsekreterare i Svenska kyrkan. 2007 valdes hon till förste vice förbundsordförande för Sveriges Civilförsvarsförbund.

## Biografi
Björklund bodde under uppväxten i Örebro. Hon har en fil. kand. i samhällsvetenskapliga ämnen från Uppsala universitet och har bedrivit teologiska studier vid Ersta diakonisällskap.

### Politisk karriär
Efter att ha varit kommunalråd i Järfälla några år blev Björklund 1980 landstingsråd. Åren 1983–1985 var hon sjukvårdslandstingsråd och ordförande i Hälso- och sjukvårdsnämnden. Efter att ha varit oppositionslandstingsråd 1985–1988 var hon finanslandstingsråd under ett drygt halvår 1988–1989. Därefter blev hon chef för Sjukvårdens planerings- och rationaliseringsinstitut, SPRI.

### Tiden som försvarsminister
I oktober 2002 utsågs Björklund till Sveriges försvarsminister i regeringen Persson. Som försvarsminister kom Björklund att bli känd som verkställare av 2004 års försvarsbeslut, FB04, där ett stort antal förband, centra och skolor lades ner. Den impopulära aspekten av att lägga ner förband fick hon uppleva vid besök i Östersund, då hon blev utbuad från ett torgmöte av den försvarsmaktsberoende stadens invånare. Hon var en pådrivande kraft för omvandlingen av Försvarsmakten från invasionsförsvar till insatsförsvar.  
Under Björklunds tid som försvarsminister deltog Sverige i flera nya internationella fredsfrämjande insatser:  FN-insatsen MONUC i Demokratiska Republiken Kongo (DRK), EU-insatsen Operation Artemis i DRK, FN-insatsen UNMIL i Liberia, EU-insatsen Athena i Bosnien-Hercegovina och EU-insatsen EUFOR RD i DRK. Sverige tog också ledningen för ett Provincial Reconstruction Team i Mazar-e Sharif i Afghanistan. 
Leni Björklund lade 2006 fram krisberedskapspropositionen "Samverkan i kris – för ett säkrare samhälle". Propositionen innehöll bland annat en svensk säkerhetsstrategi, förslag om inrättandet av en krisledande myndighet, samt förslag om bättre beredskap vid kriser.
Björklund har förklarat sin politik på följande sätt:

Ska man förnya och förändra och minska på ett föråldrat och för stort försvar så kan man inte samtidigt bevara. Ibland måste man konstatera, med ett visst vemod, att goda militära resurser inte längre har samma viktiga roll som tidigare och därför måste skatta åt förgängelsen. Den tröst man kan känna är dock att försvaret alltid varit utvecklingsinriktat och att det är den positiva hotbilden som gör att vi nu inte behöver hålla kvar den stora volymen som tidigare krävdes för vår trygghet och säkerhet.

Under sin tid som försvarsminister var hon drivande för att Sverige ingick avtal om vapenteknologiskt kunskapsutbyte med Saudiarabien och Pakistan, mot att de köper svensktillverkade vapen. Björklund blev anmäld till konstitutionsutskottet (KU) av de två folkpartistiska riksdagsledamöterna Birgitta Ohlsson och Allan Widman. KU beslutade efter genomförd granskning att ingåendet av avtalet inte hade utgjort tillståndspliktig verksamhet enligt lagen om krigsmateriel. Ärendet föranledde därför inget ytterligare uttalande från utskottet. Ledamöterna från Vänsterpartiet och Miljöpartiet reserverade sig mot beslutet. Avtalet uppmärksammades i medier under FRA-debatten 2008, eftersom det militära samarbetet mellan länderna omfattar signalspaning. Avtalet uppmärksammades återigen när Projekt Simoom, dvs en planerad svenskledd vapenfabrik i Saudiarabien, avslöjades i mars 2012.

### Privatliv och övrigt
Leni Björklund är (2005) särbo med professor Jan-Åke Gustafsson.
Hon utsågs 1995 till medicine hedersdoktor vid Karolinska institutet. Hon har efter statsrådstiden varit förbundsordförande för Förbundet S:t Lukas.

## Utmärkelser
- H.M Konungens medalj i 12:e storleken i serafimerordens band [1]